# Tischwange
Unter Tischwange, Tischschragen, Tischfuß oder Tischgestell ist das Untergestell eines Tisches ins Wappen als gemeine Figur gelangt und wird unterschiedlich dargestellt. Auch die Stuhlgestelle gehören zu dieser Figurengruppe.
Diese seltene Wappenfigur kann in allen heraldischen Tinkturen in Wappen sein, aber Schwarz und Gold ist wohl für diese überwiegend wappenfüllende Figur beliebt. Johann Siebmacher und Hilmar Hermann Weber weisen im „Grosses und allgemeines Wappenbuch“ darauf hin, dass eine Verwechslung mit Hausmarken bestehen kann (polnisches Stammwappen von Kotwic). Die Blasonierung oder Wappenbeschreibung muss recht detailgenau erfolgen, um diese Figur eindeutig zu machen.(siehe hierzu auch Tafel XXVIII, Figur 18–25 in der genannten Lit.)

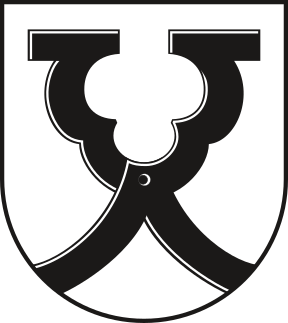
Wappen von Irxleben
Saal an der Saale
Lisberg
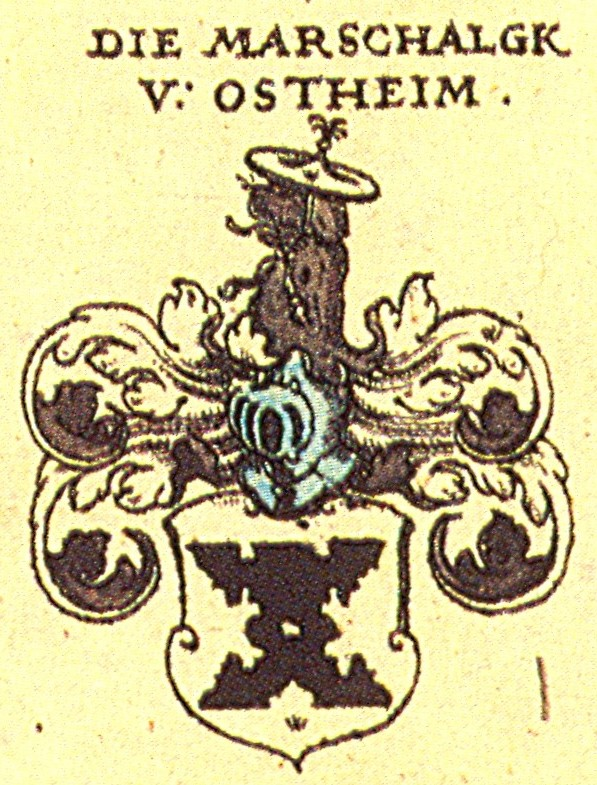
Marschalk von Ostheim
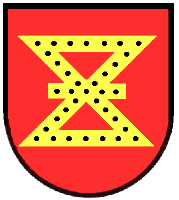
Kappelwindeck
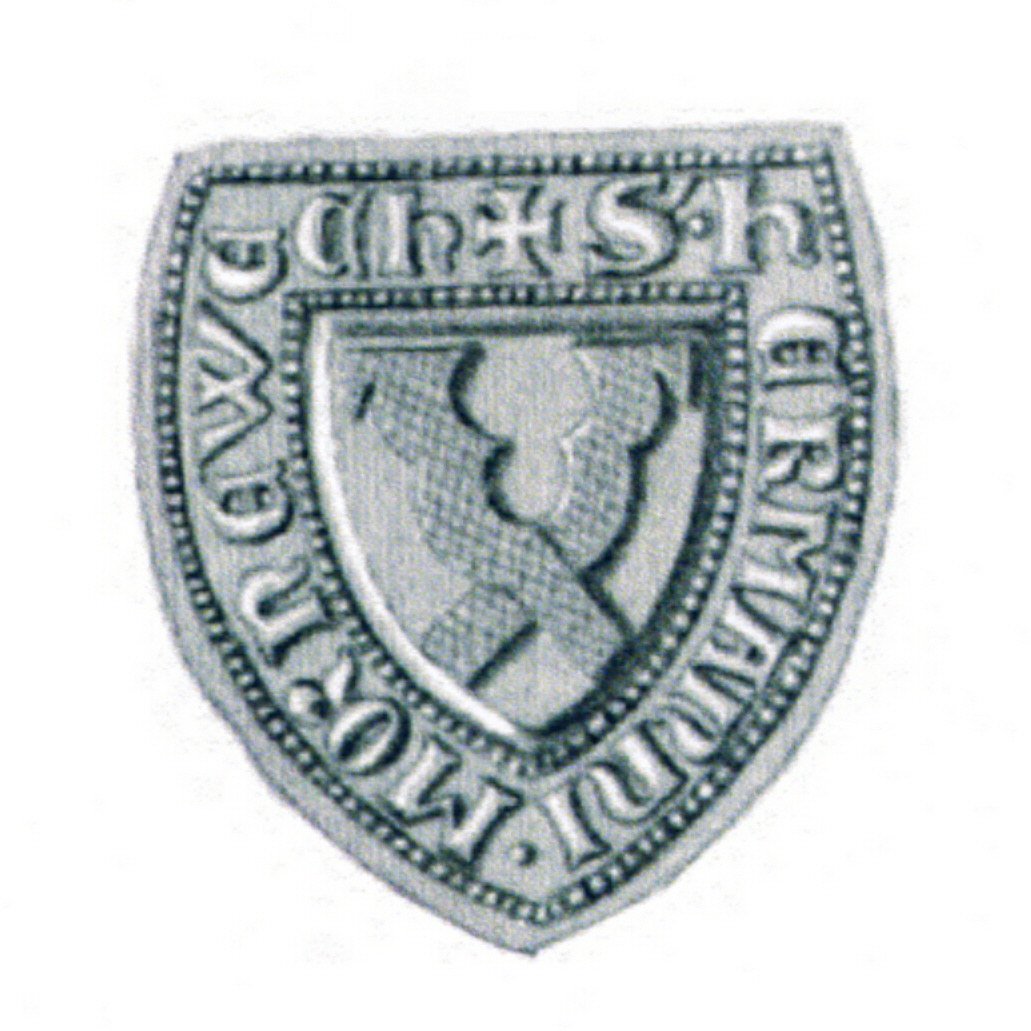
Hermann Morneweg Siegel um 1328